# Kent Andersson (roadracingförare)
Kent Christer Andersson, född 1 augusti 1942 i Landvetter, Göteborg, död 29 augusti 2006, var en svensk roadracingförare som blev världsmästare i 125cc-klassen 1973 och 1974. Han tävlade för Kortedala MK, mest på motorcyklar från Yamaha.

## Racing-karriär
Andersson körde sina första SM-race 19 år gammal 1961 i Sverige och Danmark på en Monark-motorcykel. Säsongen 1962 hade han en Bultaco 250-maskin och han började visa hur talangfull och snabb han var när maskinmaterialet inte svek honom.
Efter att han vunnit SM i 250-klassen 1965 fick han chansen att flytta upp till 250GP-VM på en Husqvarna säsongen 1966 vilken han gjorde vissa modifikationer på. Senare köpte han en Yamaha 250GP-produktionsracer och kunde då börja prestera resultat. Säsongen 1969 slutade han tvåa i 250GP-VM efter att hela säsongen tampats med Santiago Herrero och årets blivande mästare Kel Carruthers. Dessa imponerande insatser gav honom en plats i Yamahas 250GP-fabriksteam som Rodney Goulds stallkamrat i Roadracing-VM 1970 och han slutade trea i mästerskapet. Yamaha valde Andersson till testförare som skulle hjälp dem att utveckla deras TZ125 racehoj inför säsongen 1971. 1972 I 250cc mästerskapet med dominans av Jarno Saarinen och Aermacchi foraren Renzo Pasolini kommer Kent att sluta bland de 10 bästa pa 7:e plats. Han lyckades så bra att han blev världsmästare 1973 och försvarade titeln 1974 då han noterade fem segrar och en andraplats under säsongen.

## Livet efter karriären
Andersson pensionerade sig från VM-racing efter säsongen 1975 då han slutade trea i mästerskapet och började jobba på Yamahas europeiska utvecklingsavdelning. Bland de projekt där han spelade en viktig roll var utvecklingen av den trecylindriga 350GP-hojen som hans vän  Takazumi Katayama vann VM på 1977.
Andersson fortsatte tävla på amatörnivå i Sverige och vann Supermono-SM 53 år gammal säsongen 1995 och körde också Classic Racing i nederländska Yamaha Classic Racing Team. Han var en flitig och ivrig deltagare i olika event kring Classic Racing över hela Europa. Han gjorde också några inhopp i TV som expertkommentator vid MotoGP-sändningar i svenska Eurosport där han med sitt kunnande och glimten i ögat förhöjde nöjet för svenska roadracingentutiaster.
Andersson, av de flesta räknad som Sveriges störste roadracingförare genom tiderna, dog plötsligt och oväntat 64 år gammal 2006. Han är gravsatt i minneslunden på Landvetters kyrkogård.

## Segrar 250GP

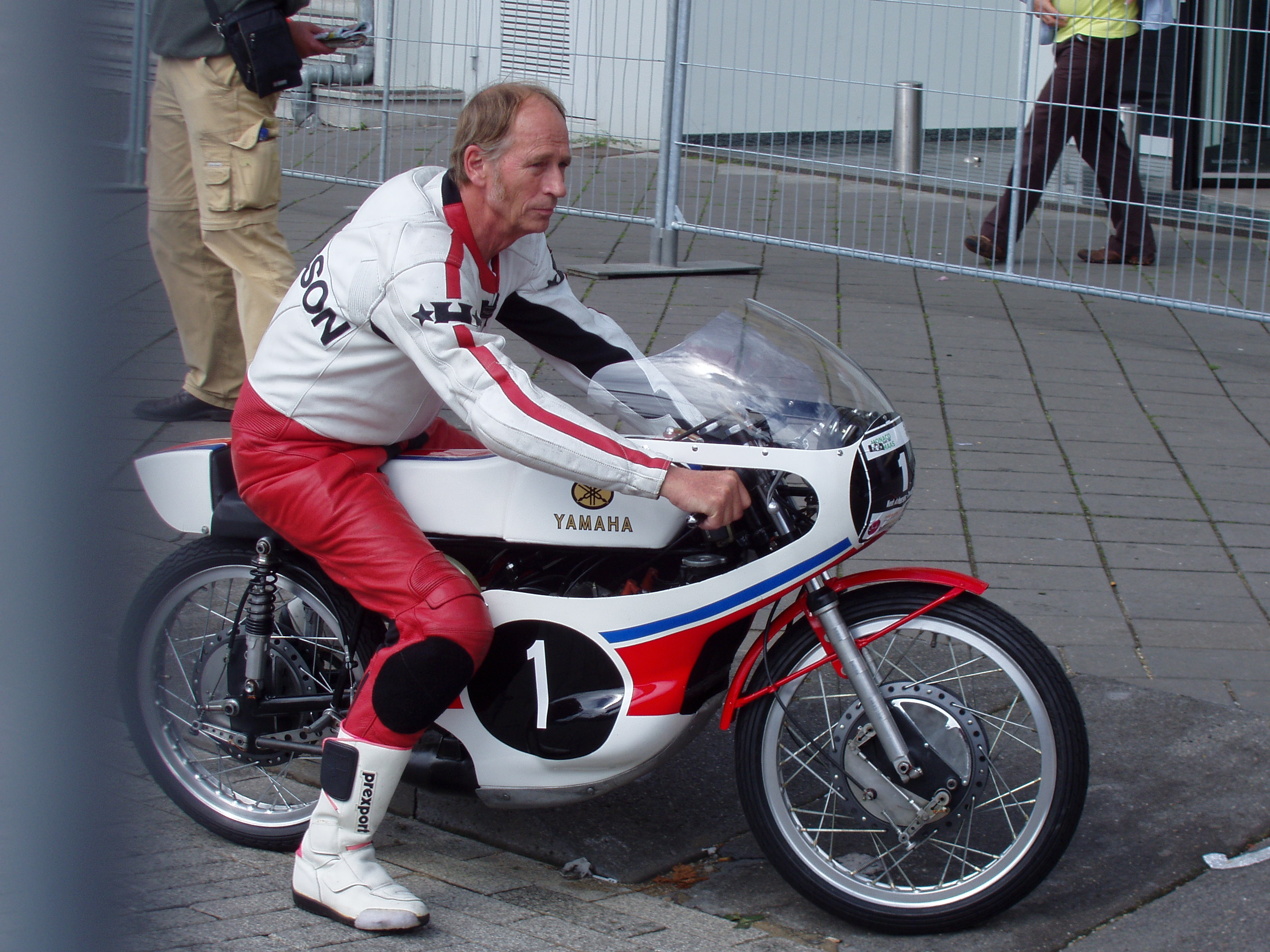
Kent Andersson 2005.

| Nummer | Grand Prix   | År   |
| ------ | ------------ | ---- |
| 1      | Västtyskland | 1969 |
| 2      | Finland      | 1969 |
| 3      | Spanien      | 1970 |
| 4      | Belgien      | 1974 |

## Segrar 125GP
| Nummer | Grand Prix      | År   |
| ------ | --------------- | ---- |
| 1      | Jugoslavien     | 1972 |
| 2      | Finland         | 1972 |
| 3      | Spanien         | 1972 |
| 4      | Frankrike       | 1973 |
| 5      | Österrike       | 1973 |
| 6      | Västtyskland    | 1973 |
| 7      | Jugoslavien     | 1973 |
| 8      | Frankrike       | 1974 |
| 9      | Österrike       | 1974 |
| 10     | Sverige         | 1974 |
| 11     | Tjeckoslovakien | 1974 |
| 12     | Jugoslavien     | 1974 |
| 13     | Frankrike       | 1975 |